# Resígaro
Resígaro (Resígero), pleme američkih Indijanaca porodice Arawakan naseljeno duž rijeka Ampiyacu, Yaguasyacu i Putumayo (puebli Puerto Isango i Brillo Nuevo) u peruanskom departmanu Loreto.
Resígaro u novije vrijeme imaju svega 11 govornika (García Rivera 2000.: 335), odnosno 14 (1976. Ethnologue 1988.) gubeći identitet s plemenima Bora i Okaina u čijim selima žive.
Jedno su od plemena s područja Putumaya koje je nekada prakticiralo kanibalizam, a bio je uobičajen i kod njihovih susjedda, plemena Witoto i Andoke.